# Åke Anders Edvard Wallenquist
Åke Anders Edvard Wallenquist (Västervik, 16 gennaio 1904 – Uppsala, 8 aprile 1994) è stato un astronomo svedese.
Fu allievo di Östen Bergstrand all'osservatorio di Uppsala. Dal 1928 al 1935 lavorò all'Osservatorio Bosscha in Indonesia. Dal 1948 fu assistente all'Osservatorio di Kvistaberg.
Il Minor Planet Center gli accredita la scoperta dell'asteroide 1980 Tezcatlipoca effettuata il 19 giugno 1950 in collaborazione con Albert George Wilson.
Gli è stato dedicato l'asteroide 2114 Wallenquist.